# 키마 (텍사스주)

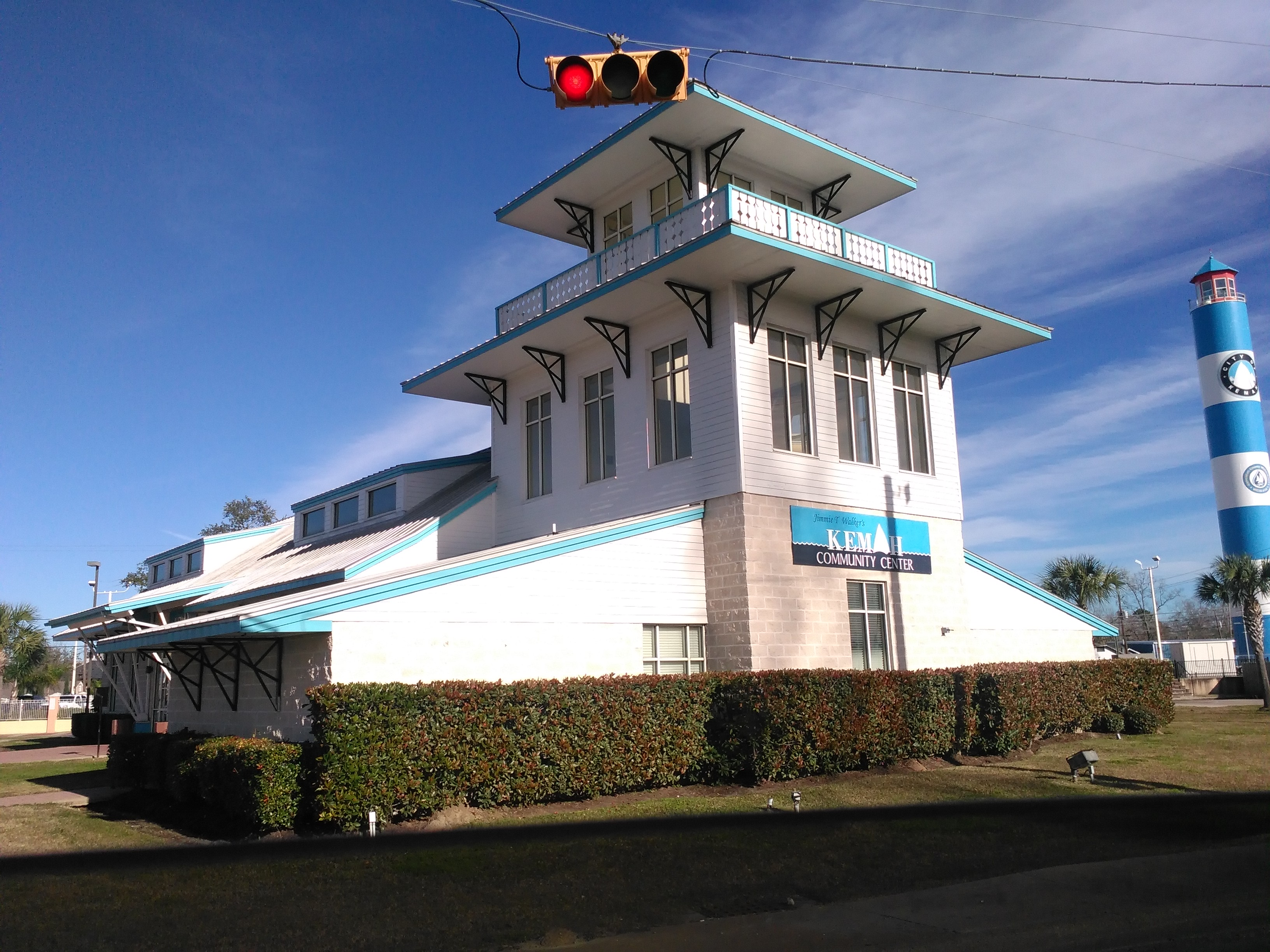
케마 커뮤니티 센터

키마(Kemah)는 미국 텍사스주의 도시로, 갤버스턴베이에서 서쪽을 따라 휴스턴 남동쪽에 위치한다. 이 지역의 인구수는 2010년 인구조사 기준 총 1,773명으로, 2000년 인구조사 당시 2,330명에서 하락하였다.

## 인구
| 인구조사              | 인구  | Note  | %±     |
| --------------------- | ----- | ----- | ------ |
| 1970년                | 1,144 |       | —      |
| 1980년                | 1,304 |       | 14.0%  |
| 1990년                | 1,094 |       | −16.1% |
| 2000년                | 2,330 |       | 113.0% |
| 2010년                | 1,773 |       | −23.9% |
| 2019 (추산)           | 2,019 | [ 2 ] | 13.9%  |
| U.S. Decennial Census |       |       |        |